# MPL 75

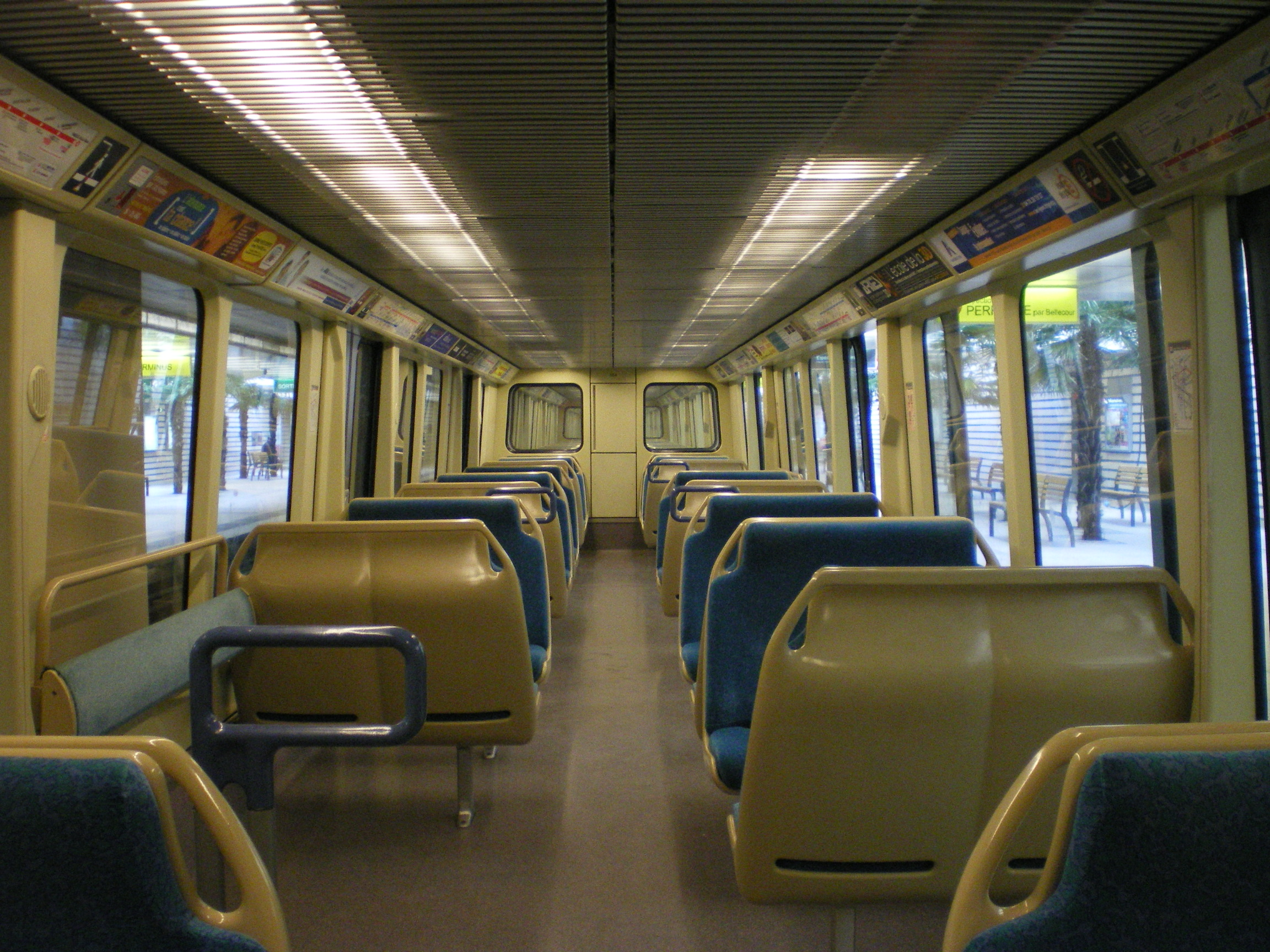
Het interieur van een MPL 75 voor de verbouwing

De MPL 75 is een type treinstel dat wordt gebruikt op lijn A en lijn B van de metro van Lyon, geproduceerd door Alstom. TCL, het vervoersbedrijf van de stad, beschikt over 32 van deze treinstellen dat in al het verkeer op beide lijnen voorziet. 'MPL 75' staat voor 'Métro Pneumatique Lyonnais 1975 ('Lyonese Bandenmetro 1975'). Zoals de naam al zegt rijden de treinstellen op banden. De metrostellen worden onderhouden in het depot La Poudrette in de voorstad Vaulx-en-Velin.

## Geschiedenis
Het besteljaar van de metrostellen komt terug in de naam: 1975. Ze werden door het bedrijf Alstom afgeleverd voordat op 28 april 1978 de lijn in gebruik werd genomen.

## Specificaties
Elk metrostel bestaat uit 3 rijtuigen: twee aangedreven aan de uiteinden en een wagon in het midden. De twee aangedreven bakken hebben elk twee gemotoriseerde draaistellen, de wagon heeft twee ongemotoriseerde draaistellen. Elk treinstel heeft dus in totaal zes draaistellen.

### Automatische besturing
Sinds de ingebruikname is de MPL 75 met semiautomatische besturing uitgerust. De bestuurder bepaalt het openen en sluiten van de deuren, het moment van vertrek van het perron, en houdt verder de semiautomatische besturing in het oog. Het tijdig stoppen en de snelheid van het metrostel wordt automatisch geregeld. Bij in gebreke blijven van het systeem of in noodgevallen kan de bestuurder ingrijpen en de metro verder handmatig besturen. Alle bestuurders zijn dan ook opgeleid de metro handmatig te kunnen bedienen.
Het is de bedoeling alle metro's op lijn B volautomatisch te laten rijden na de uitbreiding van die lijn van Stade de Gerland tot Gare de Oullins, waarvan de opening voor december 2013 gepland staat. Op dit moment wordt een metrostel bij wijze van proef omgebouwd om de automatische besturing te kunnen testen. Zo rond 2017/2018 moeten lijn B en lijn A volledig geautomatiseerd functioneren. Het voornaamste voordeel hiervan is dat er optimaal gebruik gemaakt kan worden van de snelheid van de treinen en er meer metrostellen tegelijkertijd in een tunnel kunnen rijden. Hierdoor verloopt de doorstroom beter, wat vooral in de spitsuren van belang is: door de grote groei van het metroverkeer sinds de opening in 1978 kan het systeem in de huidige opzet het verkeer niet meer goed aan.

### Capaciteit
Onder anderen om de drukte tijdens de spitsuren beter op te kunnen vangen, worden sinds maart 2011 de metrostellen omgebouwd. Hierbij worden de banken met twee zitplaatsen dwars op de rijrichting geplaatst vervangen door banken met zes zitplaatsen langs de wanden, en worden er palen en lussen bijgeplaatst waar de reizigers zich aan vast kunnen houden. Bovendien worden de metrostellen aangepast aan de huidige veiligheidsnormen. Elke 4 tot 5 weken wordt er een nieuw metrostel opgeleverd, de gehele operatie zal tot eind 2012 duren.
De rijtuigen van de treinstellen die nog niet zijn omgebouwd hebben een capaciteit van 52 zitplaatsen en 74 staanplaatsen. Er is in een metrostel dus plaats voor pakweg tussen de 300 en de 400 passagiers. Na de verbouwing hebben zij 40 zitplaatsen en 100 staanplaatsen, een toename van zo'n 15%, en biedt een metrostel ruimte aan tussen de 400 en de 500 passagiers.

## Exploitatie
TCL, het openbaar vervoersbedrijf van Lyon, beschikt over 32 metrostellen die in worden gezet op lijn A van het metrostelsel. De metrostellen worden geparkeerd en onderhouden in de Ateliers de la Poudrette nabij het eindpunt van lijn A, het station Vaulx-en-Velin - La Soie, in de voorstad Vaulx-en-Velin. Lijn B werd tot de intrede van de volautomatische MPL16 metrostellen met MPL75 stellen bereden.